# 고양중학교
고양중학교(高陽中學校)는 대한민국 경기도 고양시 덕양구 삼송동에 있는 공립 중학교이다.

## 학교 연혁
- 1938년 1월 10일 : 고양 공립 채소실습학교 인가
- 1947년 6월 24일 : 고양 공립 초급중학교(신설) 4년제 인가
- 1950년 8월 1일 : 고양농업중학교로 개편
- 1951년 9월 1일 : 고양중학교로 개편
- 1952년 3월 23일 : 고양농업고등학교 설립인가(농과 1학급)
- 1976년 3월 1일 : 중, 고등학교 분리(중학교 교장 정병택)
- 2000년 9월 14일 : 학교 급식소 준공
- 2009년 10월 11일 : 세솔관(자기주도 학습실), 학교 숲 조성(몽키 동산) 운영
- 2010년 3월 2일 : 경기도교육청 지정 혁신 연구학교 운영(~2013.2.28)
- 2013년 2월 15일 : 고양중학교 신축교사로 이전
- 2017년 9월 1일 : 제21대 김호신 교장 취임
- 2021년 1월 13일 : 제71회 졸업 (226명 졸업, 총 누계 17,872명)
- 2021년 3월 1일 : 고양중학교 31학급 편성 (일반학급 30학급, 통합지원반 1학급)

## 참고 자료
- 고양중학교 - 한국교육학술정보원 학교알리미